# Raton (Novo México)
Raton é uma cidade localizada no estado americano de Novo México, no Condado de Colfax. É a sede e maior cidade do condado.

## Demografia
Segundo o censo americano de 2000, a sua população era de 7282 habitantes.
Em 2006, foi estimada uma população de 6781, um decréscimo de 501 (-6.9%).

## Geografia
De acordo com o United States Census Bureau tem uma área de 19,0 km², dos quais 19,0 km² cobertos por terra e 0,0 km² cobertos por água. Raton localiza-se a aproximadamente 2036 m acima do nível do mar.

## Localidades na vizinhança
O diagrama seguinte representa as localidades num raio de 44 km ao redor de Raton.

## Personalidades
- Paul Modrich (1946), Prémio Nobel de Química de 2015